# DSA-469
La DSA-469 es una carretera perteneciente a la Red Secundaria de la Diputación Provincial de Salamanca que une la  N-620  con la localidad de Gallegos de Argañán.

## Origen y Destino
La carretera  DSA-469  tiene su origen en Ciudad Rodrigo en la intersección con la carretera  N-620 , y termina en el casco urbano de Gallegos de Argañán en la intersección con la carretera  DSA-474  formando parte de la Red de carreteras de Salamanca.